# Crataerina
Crataerina là một chi ruồi hút máu thuộc họ ruồi rận Hippoboscidae. Chi này sống ký sinh trên các loài chim, hút máu của các loài chim thuộc họ Apodidae và Hirundidae.

## Loài
- C. acutipennis Austen, 1926[3] - Vật chủ Apus affinis, A. caffer, A. horus, A. pallidus, A. unicolor[4]
- C. debilis Maa, 1975[3]
- C. hirundinis Linnaeus, 1758 [3] - Hosts Delichon urbicum, D. dasypus, Hirundo rustica, Riparia riparia, Ptyonoprogne rupestris[4]
- C. melbae (Róndani, 1879)[3] - Vật chủ Apus melba, A. pacificus cooki, A. apus, Tachymarptis aequatorialis.[4][5]
- C. obtusipennis Austen, 1926[3]
- C. pacifica Iwasa, 2001[3] - Vật chủ Apus pacificus[6]
- C. pallida (Olivier in Latreille, 1812)[1][3] - Host Apus apus
- C. seguyi Falcoz, 1929[3] - Vật chủ Alopochelidon fuscata, Notiochelidon cyanoleuca, N.
murina[4]

## Hình ảnh

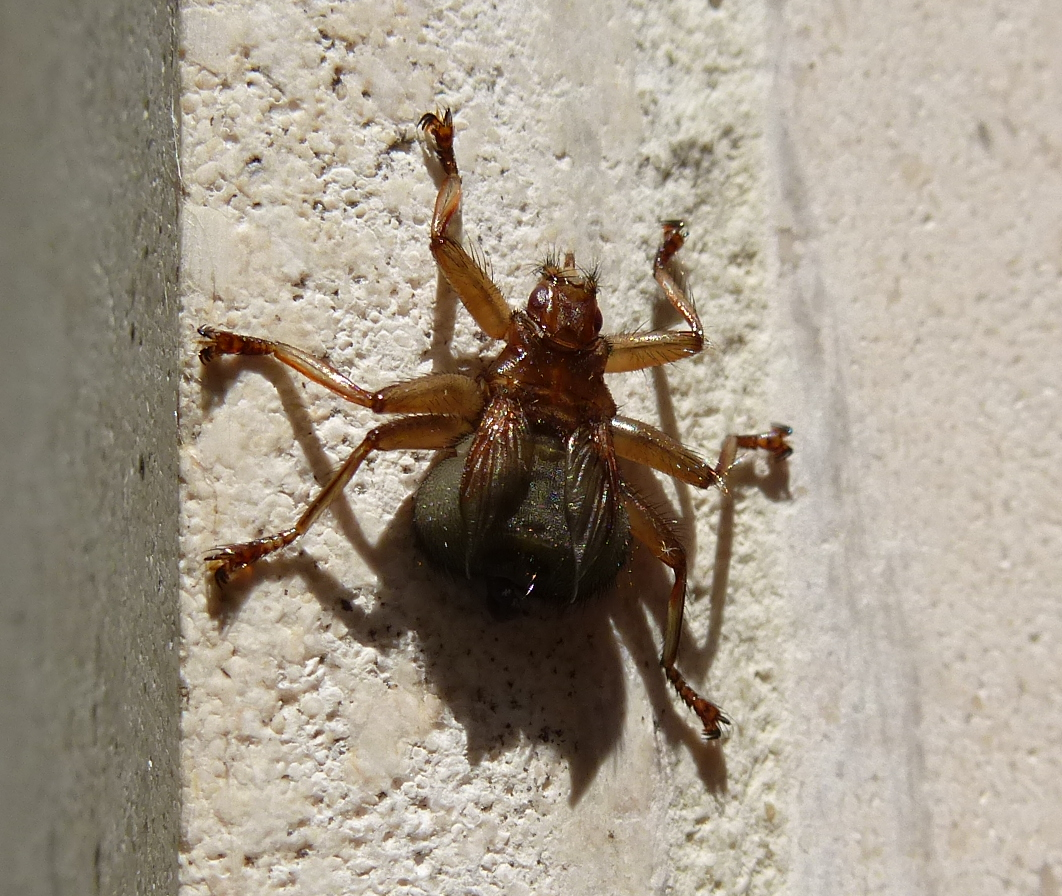
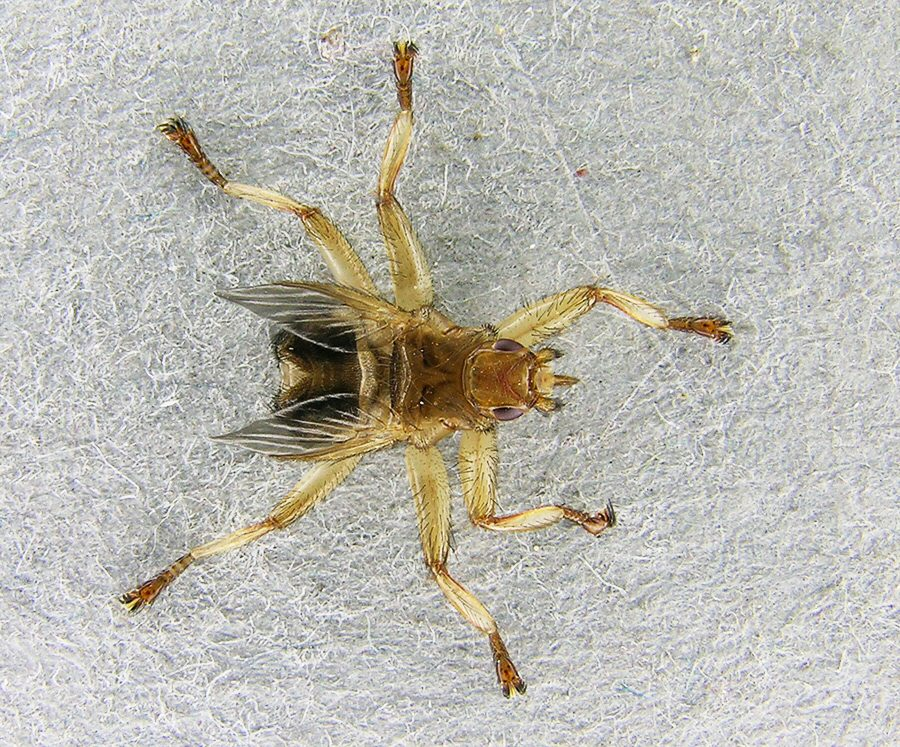